# LET'S ONDO AGAIN SPECIAL
『LET'S ONDO AGAIN SPECIAL』（レッツ・オンド・アゲン・スペシャル）は、1987年6月21日に発売された大瀧詠一プロデュースによる、NIAGARA FALLIN' STARSのスタジオ・アルバム『LET'S ONDO AGAIN』のリイシュー・アルバム。

## 解説
1978年発売の『LET'S ONDO AGAIN』からの6曲（ただし、別ミックスまたは別バージョン）に、ノベルティ・タイプの提供曲など未発表曲を含む9曲を加えた新編集・新構成のスペシャル版。
「峠の早駕籠」「禁煙音頭」「河原の石川五右衛門」「Let's Ondo Again」は、1986年発売のアルバム『NIAGARA FALL STARS 2nd Issue』収録のCD用に新たにリミックスされたもの。「ナイアガラ音頭」は、1981年発売のアルバム『NIAGARA FALL STARS』に収録されている、シングル・バージョンをベースにした“東西文化・交流ヴァージョン”をデジタル化したものがそれぞれ収録されているほか、「Let's Ondo Again」はエンディング終了後に「クリスマス音頭」の'81年ミックスの後半が追加されている。

## 収録曲
1. 峠の早駕籠 / 多羅尾伴内楽團  –  (1:43)
海沼実
2. ナイアガラ音頭 / 布谷文夫  –  (2:50)
大瀧詠一
3. 禁煙音頭 / 竜ヶ崎宇童  –  (2:42)
あらいたけし / 宇崎竜童 / 大瀧詠一
4. アンアン小唄 / 山田邦子  –  (2:44)
山田邦子によるカバー・バージョン。
5. うなづきマーチ / うなづきトリオ  –  (3:49)
伊藤アキラ / 大瀧詠一
6. スリラー音頭〜ビート・イット音頭 / 片岡鶴太郎  –  (2:52)
Rod Temperton〜Michael Jackson
1984年にニッポン放送開局30周年記念番組のひとつとして、片岡鶴太郎主演のラジオ・ドラマ『マイケル・ジャクソン・出世太閤記』を大瀧がプロデュースした際の挿入歌。
7. いかすぜ この恋 / 西田敏行  –  (2:14)
大瀧詠一
西田敏行によるカバー・バージョン。西田のアルバム『風に抱かれて』[注釈 4]からの収録。
8. 風が吹いたら恋もうけ / 中原理恵  –  (2:46)
伊藤アキラ / 大瀧詠一
9. ピンク・レディー讃歌 / モンスター  –  (2:45)
大瀧詠一
10. 河原の石川五右衛門 / オシャマンベ・キャッツ  –  (3:22)
阿久悠 / 都倉俊一 / 大瀧詠一
11. ビックリハウス音頭 / デーボ  –  (5:37)
なにゆえ草也 / 大瀧詠一
12. What'd I Say音頭 / 布谷文夫  –  (6:37)
Ray Charles / 大瀧詠一
13. うさぎ温泉音頭 / 角川博  –  (2:53)
松本隆 / 大瀧詠一
14. イエロー・サブマリン音頭 / 金沢明子  –  (3:17)
Lennon / McCartney / 松本隆 / 大瀧詠一
15. Let's Ondo Again〜クリスマス音頭 / 布谷文夫 & 横田基地GUYS  –  (9:06)
Mann / Appell / 大瀧詠一

## クレジット
| Produced by 大瀧詠一 |
| |
| - ④⑭ – Courtesy of VICTOR Records - ⑤ – Courtesy of Ohta productions & ニッポン放送 - ⑥ – Courtesy of CANYON RECORDS - ⑦⑧ – Courtesy of CBS SONY Records - ⑪ – Courtesy of KING Records - ⑬ – Courtesy of RVC Records & 日テレ出版 |

## リリース履歴
| # | 発売日        | リリース               | 規格 | 品番                  | 備考 |
| - | ------------- | ---------------------- | ---- | --------------------- | --- |
| 1 | 1987年6月21日 | ナイアガラ ⁄ CBSソニー | CD   | 32DH 704 (NGCD-19-OM) | 『LET'S ONDO AGAIN』より6曲（ただし、別ミックスまたは別ヴァージョン）にノヴェルティ・ソングの提供曲など未発表を含む9曲を加えた新編集・新構成のスペシャル版。 |
| 2 | 1987年6月21日 | ナイアガラ ⁄ CBSソニー | CD   | 00DH 604 (NGCD-19-OM) | 『NIAGARA BLACK BOOK』(4CD:00DH 601~4)の中の一枚。32DH 704と同内容（品番違い）。                                                                             |